# Шулево (Вологодская область)
Шулево — деревня в Тотемском районе Вологодской области.
Входит в состав Вожбальского сельского поселения, с точки зрения административно-территориального деления — в Вожбальский сельсовет.
Расстояние по автодороге до районного центра Тотьмы — 45 км, до центра муниципального образования деревни Кудринская — 1 км. Ближайшие населённые пункты — Давыдково, Ивановская, Кудринская, Лодыгино, Мишуково, Пахтусово, Сергеево.
По переписи 2002 года население — 8 человек.